# Pyskowice
Pyskowice è una città polacca del distretto di Gliwice nel voivodato della Slesia.